# The Prince
För Machiavellis bok "The Prince", se Fursten
"The Prince" är den första singeln från det brittiska ska/popbandet Madness. 
Text och musik skrevs av saxofonisten Lee Thompson.
"The Prince" är en hyllning till den jamaicanske ska-artisten Cecil "Prince Buster" Bustamente Campbell, en av Madnessmedlemmarnas största idoler och inspirationskällor.
"The Prince" var deras enda singel som släpptes på 2 Tone Records, innan de hoppade över till Stiff Records. Den låg på englandslistan i 11 veckor och nådde som bäst en 16:de placering.
"The Prince" finns med på albumet One Step Beyond och på de flesta av gruppens samlingsskivor.

## Musikvideo
Eftersom "The Prince" var Madness första singel, var de relativt okända vid lanseringen. P.g.a. detta sågs ingen anledning att riskera pengar på att satsa på en musikvideo. Senare, när Madness slagit igenom, köpte de rättigheterna till ett framförande de gjort på Top of the Pops den 19 juli 1979. Denna video finns med på musikvideosamlingen Divine Madness.

## Övrigt
När musikmagasinet MOJO listade de bästa 2 Tonelåtarna, kom "The Prince" 2:a (The Specials "Ghost Town" blev 1:a).

## Låtlista
1. "The Prince" (Lee Thompson) – 2:30
2. "Madness" (Cecil Campbell) – 2:32